# Светски куп у одбојци за жене 1989.
5. Светски куп у одбојци за жене се одржао у Јапану од 7-14. новембра 1989. Утакмице су се играле у Нагоји. Учествовало је 8 екипа, а победник је била репрезентација Кубе.

## Систем такмичења
- Играло се у једној групи по једноструком бод систему (свако са сваким једну утакмицу). Првопласирана екипа је била освајач Купа.

## Земље учеснице
- Источна Немачка : други на првенству Европе
- Јапан : домаћин
- Канада : други на првенству Северне Америке
- Кина : првак Азије и Океаније
- Јужна Кореја : други на првенству Азије и Океаније
- Куба : првак Северне Америке
- Перу : Првак Јужне Америке
- Совјетски Савез : Првак Европе

## Табела
| Бр | Репрезентација  | Утакмице | Утакмице | Утакмице | Сетови | Сетови   | Сетови       | Поени      | Поени      | Поени         | Бодови |
| Бр | Репрезентација  | играли   | добили   | изгубили | добили | изгубили | Сет Количник | пос. поени | изг. поени | Поен количник | Бодови |
| -- | --------------- | -------- | -------- | -------- | ------ | -------- | ------------ | ---------- | ---------- | ------------- | ------ |
| 1  | Куба            | 7        | 7        | 0        | 21     | 1        | 21,000       | 324        | 183        | 1,770         | 14     |
| 2  | Совјетски Савез | 7        | 6        | 1        | 18     | 6        | 3,000        | 329        | 266        | 1,236         | 13     |
| 3  | Кина            | 7        | 5        | 2        | 17     | 6        | 2,8333       | 316        | 187        | 1,689         | 12     |
| 4  | Јапан           | 7        | 4        | 3        | 13     | 11       | 1,181        | 321        | 266        | 1,206         | 11     |
| 5  | Перу            | 7        | 2        | 5        | 9      | 18       | 0,500        | 290        | 358        | 0,810         | 9      |
| 6  | Источна Немачка | 7        | 2        | 5        | 8      | 17       | 0,471        | 225        | 346        | 0,650         | 9      |
| 7  | Јужна Кореја    | 7        | 2        | 5        | 8      | 18       | 0,444        | 267        | 340        | 0,785         | 9      |
| 8  | Канада          | 7        | 0        | 7        | 4      | 21       | 0,190        | 242        | 368        | 0,657         | 7      |

| 2° место Совјетски Савез | Победник Куба 1° титула | 3° место Кина |

| \| Пласман \| Репрезентација \| \| ------- \| --------------- \| \| Злато \| Куба \| \| Сребро \| Совјетски Савез \| \| Бронза \| Кина \| \| 4. \| Јапан \| \| 5. \| Перу \| \| 6. \| Источна Немачка \| \| 7. \| Јужна Кореја \| \| 8. \| Канада \| | - Најкориснији играч (МВП): Миреја Луиз - Најбољи нападач: Миреја Луиз - Најбољи блокер: Магали Карвахал - Најбољи одбрамбени играч: Ичико Сато - Најбољи либеро: Куми Накада - Најбољи сервер: Јун Хе Чанг |
| Пласман | Репрезентација |
| Злато | Куба |
| Сребро | Совјетски Савез |
| Бронза | Кина |
| 4. | Јапан |
| 5. | Перу |
| 6. | Источна Немачка |
| 7. | Јужна Кореја |
| 8. | Канада |